# Caso Brâncuși
Il caso Brâncuși si riferisce a una vicenda giudiziaria che ebbe come protagonisti lo scultore romeno Constantin Brâncuși, un funzionario doganale statunitense e una scultura (oggi famosa): Uccello nello spazio. Questa, equivocata per un normale oggetto commerciale, fu tassata all'ingresso nel paese, ma in seguito fu dimostrato in sede giudiziale che si trattava di un'opera d'arte esente da dazi. È curioso come si sia dovuto provare che l'acuta stilizzazione dell'arte d'avanguardia, a quei tempi sconosciuta al grande pubblico, fosse già considerabile "arte", a differenza dei canoni comuni che ritenevano oggetti artistici le sole rappresentazioni naturalistiche.

## Il fatto
Nell'ottobre del 1926, Brâncuși, decise di esporre negli Stati Uniti una sua scultura del 1923, Uccello nello spazio, dalle forme molto stilizzate, secondo il suo stile oggi molto noto (attualmente la scultura è valutata 27,5 milioni di dollari).
Brâncuși sbarcò a New York dalla nave Paris diretto alla galleria d'avanguardia Brummer, accompagnato dall'amico Marcel Duchamp, il quale voleva promuovere l'opera dello scultore negli Stati Uniti.
Un funzionario della Dogana (F.J.H. Kracke) aprì la cassa che essi trasportavano e scoprì, tra le altre cose, l'oggetto di bronzo lucido su una base di metallo. Poiché non riusciva a vederci l'essenza del volo, cioè quello che l'artista voleva comunicare, il funzionario classificò l'oggetto come "utensile da cucina" (kitchen utensils), destinato al commercio, rifiutando di applicare l'esenzione fiscale (duty free) prevista dal paragrafo 1704 del Tariff Act del 1922, relativo alle opere d'arte.
Duchamp e Brâncuși si indignarono e protestarono, facendo presente che l'oggetto era una scultura destinata al Brummer show. Cercarono di far leva sulla notorietà dello scultore, che aveva già esposto nel 1913 all'Armory Show, sulla evidente portata artistica dell'oggetto e anche sulla probabile ironia che avrebbero fatto i giornali definendo il maestro come "scultore di cose insignificanti".
Ma non ci fu nulla da fare: Brâncuși si vide quindi costretto a pagare la cifra prevista dal paragrafo 399 per l'importazione di manufatti di metallo: il 40% del prezzo di vendita, ossia 240 $ dell'epoca corrispondenti a circa 2400$ attuali. Il funzionario fugò ogni suo residuo dubbio (sull'introduzione di oggetti nel paese a scopo di commercio, dunque tassabili) quando scoprì che Brâncuși aveva venduto delle altre sculture.
Per Brâncuși non ci fu altra strada che quella del processo, ma alle udienze non comparve personalmente: preferì farsi rappresentare dai propri legali, Maurice Speiser e il suo socio Charles Lane. Iniziò il processo Brâncuși vs. United States presso la U.S. Customs Court, Third Division che terminò due anni dopo, il 26 novembre 1928.

## Il processo

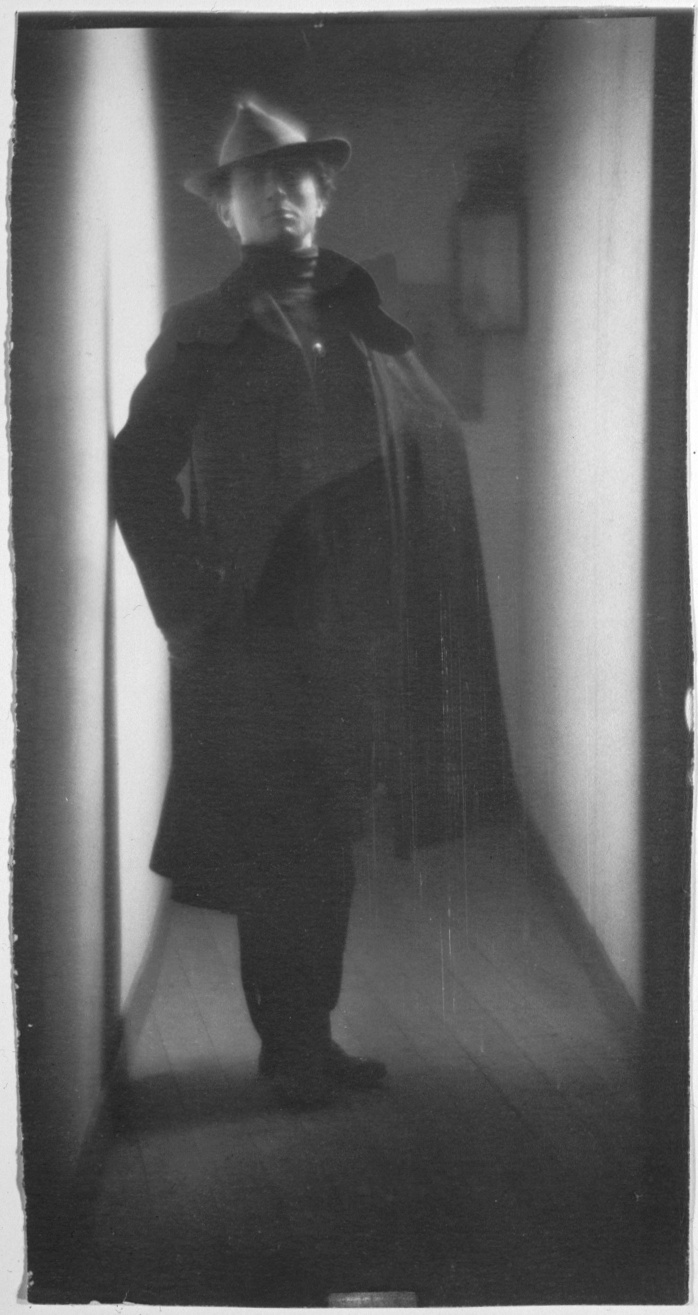
Edward Steichen

I giudici furono George Young e Byron Waite. Sei testimoni deposero a favore di Brâncuși: il fotografo Edward Steichen, lo scultore Jacob Epstein, l'editore della rivista The Arts Forbes Watson, l'editore di Vanity Fair Frank Crowninshield, il direttore del Brooklyn Museum of Art William Henry Fox e il critico d'arte Henry McBride.
Marcus Higginbotham fu l'avvocato che rappresentò la Dogana. Ci furono due testimoni per il governo U.S.A.: gli scultori Robert Aitken e Thomas Jones. La dogana difese l'operato del proprio funzionario, richiamando un precedente giudiziario: il caso United States vs. Olivotti del 1916, dove si era riconosciuta la qualifica di "opera d'arte" solo a quei manufatti che sono "imitations of natural objects" (imitazioni di oggetti naturali).
Durante il procedimento, il giudice Waite chiese a Steichen: «Lei come lo chiama questo?» Steichen rispose: «Lo chiamo come lo chiama lo scultore, oiseau, cioè uccello. [...] Non dico che è un uccello, dico che mi sembra un uccello, così come lo ha stilizzato e chiamato l'artista».
I testimoni governativi affermarono che la scultura era troppo astratta e un abuso delle forme. 
I legali di Brâncuși sostennero che la scultura era un'opera d'arte originale, argomentando dalla legge sul copyright; affermano che il loro assistito non l'ha prodotta for a profit (esibendo una lettera di Brâncuși a Duchamp anteriore alla mostra, dove lo scultore scrive di aver rifinito l'oggetto by hand, cioè con le proprie mani). Ma questo non fece ancora di Brâncuși un artista agli occhi dei legali governativi, né dell'oggetto una scultura, perché nel Tariff Act del 1922, che disponeva l'esenzione dal dazio per le opere d'arte, mancava di un criterio giuridico per individuarle e dunque i giudici dovevano fare ricorso ad elementi eterointegrativi.

## La sentenza
Nella sentenza del 26 novembre 1928 i giudici assolsero Brâncuși: Uccello nello spazio veniva considerata un'opera d'arte e come tale esente dal dazio. Vi si legge: «L'oggetto considerato [...] è bello e dal profilo simmetrico, e se qualche difficoltà può esserci ad associarlo ad un uccello, tuttavia è piacevole da guardare e molto decorativo, ed è inoltre evidente che si tratti di una produzione originale di uno scultore professionale. [...] Accogliamo il reclamo e stabiliamo che l'oggetto sia esente da dazi».
Steichen (che poi acquistò la scultura da Brâncuși) affermò dopo il processo: «Uccello nello spazio è stato il miglior testimone di se stesso. È stato l'unica cosa che fosse chiara alla corte: splendeva come un gioiello».